# Lázaro (Fußballspieler, 2002)
Lázaro Vinícius Marques (* 12. März 2002 in Belo Horizonte), auch bekannt als Lázaro, ist ein brasilianischer Fußballspieler, der als Stürmer für UD Almería in der spanischen Primera División spielt.

## Karriere

### Verein
Lázaro begann seine Karriere beim CR Flamengo und gab sein Profidebüt für den Verein am 27. September 2020 gegen die SE Palmeiras. Er wurde in der 79. Minute für Lincoln eingewechselt, in einem Spiel, welches mit einem 1:1-Unentschieden endete. Er war damit Teil des Kaders, welche die Série A 2020 gewann, auch wenn er nur auf zwei Ligaeinsätze kam. In der folgenden Saison kam er auf sieben Einsätze in der Brasileiro Série A 2021 und konnte mit dem Verein die Staatsmeisterschaft von Rio de Janeiro gewinnen. Etablieren konnte sich Lázaro als feste Größe im Klub schließlich in der folgenden Saison 2022, als der talentierte Jugendspieler vier Tore in 21 Einsätzen in der diesjährigen Série A 2022 erzielen konnte.
Am 1. September 2022 wechselte Lázaro ins Ausland und schloss sich dem La-Liga-Aufsteiger UD Almería, wo er einen Sechsjahresvertrag erhielt. Sein Debüt für den Klub gab er am 12. September 2022 bei einer 0:1-Heimniederlage gegen CA Osasuna.

### Nationalmannschaft
Lázaro gab sein Debüt für Brasiliens U17-Auswahl am 12. März 2017 gegen die U17-Auswahl der Vereinigten Staaten. Er war Teil der brasilianischen Auswahl, welche die U-17-Fußball-Weltmeisterschaft 2019 im Heimatland gewinnen konnte, wobei er den entscheidenden Treffer zum 2:1-Sieg im Finale gegen Mexiko erzielen konnte.

## Erfolge

### Verein
- Brasilianische Meisterschaft: 2020
- Staatsmeisterschaft von Rio de Janeiro: 2021

### Nationalmannschaft
- U17-Weltmeisterschaft: 2019